# تميم بن مقبل
يُشتهر تميم بن مقبل بأنه الشاعر الجاهلي الذي أدرك الإسلام وأسلم غير أنه تحسر على الجاهلية ومُثلها، على عكس مجايليه ممن احتفوا بالإسلام وهجوا ما قبله، كما يرتبط ابن مقبل ببيت شعر التمني الشهير «لو أن الفتى حجرٌ».

## سيرته
هو تميم بن أُبَيّ بن مقبل بن عوف بن حُنيف بن قتيبة بن العجلان بن عبد الله بن كعب بن ربيعة بن عامر بن صعصعة بن معاوية بن بكر بن هوازن بن عكرمة بن خصفة بن قيس عيلان بن مضر بن نزار بن معد بن عدنان.
شاعر مخضرم من قيس، عاش في الجاهلية دهراً ثم أدرك الإسلام فأسلم، وأدرك زمن معاوية حسبما يدل شعره، وقيل إنه من المعمرين. ولأنه كان أعوراً، عُد من عوران قيس الخمسة، ويكنى أبا كعب أو أبا الحرة.
يعد تميم بن مقبل من فحول الشعراء، وقد اعتبره الجمحي في كتابه طبقات فحول الشعراء «شاعرًا مجيداً مُغلَّبًا» وصنفه في الطبقة الخامسة من شعراء الجاهلية، مقدماً إياه -في حال كان ترتيب «الطبقات» تفاضليًا- على عمرو بن كلثوم والحارث بن حلزة وعنترة بن شداد الذين وضعهم في الطبقة السادسة.
تزوج ابن مقبل زوجة أبيه الدهماء أيام الجاهلية، فجاء الإسلام وفرق بينهما، إذ كانت العرب قبل ذلك تزوج الأرملة لأكبر أبناء زوجها، وقد تعلق تميم بالدهماء وبكى فراقها شعراً.
كما بكى ابن مقبل أيام الجاهلية، وخصص لرثائها قصائد كاملة، ولكن دون أن يعرّض بالإسلام صراحةً، عدا وصفه له بطيور القطا التي حلت فجأة فأحدثت، ثم رحلت:
ويرتبط تميم بن مقبل بعبارة التمني «لو أن الفتى حجرٌ» التي ساق على معناها شعراء لاحقون منهم محمود درويش، وقد جاءت عبارة ابن مقبل في بيت الشعر:
وقد ورد البيت في ميمية بدأها ابن مقبل بالحنين لزوجته الدهماء التي فرقه الإسلام عنها: